# Historicitat de la Ilíada

Mapa de la Tròade (Troas).

Mapa de Grècia segons es descriu a la Ilíada d'Homer.

L'extensió de la base històrica de la Ilíada és objecte de constant debat, i descobriments recents han alimentat més discussió en diverses disciplines. Mentre que investigadors del segle xviii havien rebutjat la història de la Guerra de Troia i l'havien considerat una faula, els descobriments fets per Heinrich Schliemann a Hisarlik van reobrir la pregunta en termes moderns, i l'excavació subseqüent de Troia VII i el descobriment del topònim "Wilusa" en textos hitites, ha fet plausible la hipòtesi que el cicle de la guerra de Troia estigués basat en un conflicte històric del segle XII aC.
No s'ha trobat cap text al mateix lloc que clarament identifica el lloc de l'edat del bronze. Això probablement degut a l'arrasament de l'anterior acròpolis durant l'ampliació de la Ilion hel·lenística (Troia VIII), destruint les parts que més probablement contenien els arxius de la ciutat. El 1995 es va trobar un únic segell d'un escriba luvi en una de les cases de l'estrat denominat Troia VII-B, demostrant la presència de correspondència escrita a la ciutat.
La creixent comprensió de la geografia de l'Imperi Hitita fa molt probable que el lloc correspongui a la ciutat de Wilusa. Per la majoria dels investigadors, la identitat de la Ilios homèrica amb Wilusa s'ha comprovat, tot i que alguns arqueòlegs són contraris a aquesta identificació.
No apareix cap nom Wilios o Troia en cap dels registres escrits de llocs micènics. Els grecs del segle xiii aC havien colonitzat la Grècia continental i Creta, mentre que a l'Àsia Menor hi havien establert només un cap de pont a Milet (Millawanda). La Wilusa històrica era una de las terres d'Arzawa, en aliança amb l'Imperi Hitita. Els elements arquitectònics, així com la majoria de la ceràmica que s'ha trobat, els usos funeraris i el culte a les pedres són similars als d'altres ciutats d'Anatòlia de l'època. És per això que les referències escrites a la ciutat es busquen a la correspondència hitita més que en els arxius de palaus micènics.

## Estatus de laIlíada
Tot i que es considerava que Homer havia viscut diversos segles després de la guerra de Troia, durant l'antiguitat es considerava que la història explicada a la Ilíada era històrica. Ara bé, ja des de finals de l'antiguitat fins al segle xix l'opinió predominant era que la història era pura ficció.
La Ilíada és un relat de la psicologia, la còlera, la venjança i la mort d'herois individuals que suposa un coneixement general de la guerra de Troia per crear el decorat. També dona informacions sobre les institucions polítiques, la societat, la cultura material, la geografia, mites i costums de cronologia i procedències diverses.

### Essencialment històrica
Alguns investigadores, com Forrer el 1924, Page (1959), Huxley (1960) i Wood (1985), indiquen que les fonts hitites mostren una sèrie de coincidències entre noms hitites i micènics que són un indici que els hitites van estar interrelacionats tant amb Troia com amb els aqueus. Sostenen a més que l'arqueologia assenyala que la destrucció de Troia VII-a o de Troia VIh podrien coincidir, en part, amb el conflicte bèl·lic cantat per Homer a la Ilíada. Creuen que la tradició oral pot haver conservat una certa memòria, amb alteracions, d'esdeveniments històrics.
Raoul Schrott va proposar un escenari molt diferent el 2008. Segons aquest autor, la base històrica de la Ilíada hauria estat les revoltes dels cilicis contra els assiris de principis de finals del segle viii i principis del vii, i proposa que la Troia homèrica s'ha d'identificar amb les ruïnes de Karatepe, a l'antiga Cilícia, així com que els personatges històrics com Ambaris, Ahat-Abisha, Kirua, Sanduarri o Azatiwada haurien estat els models per personatges de la Ilíada com Paris, Helena, Hèctor o Príam.

### Essencialment llegendària
Altres autors, com Sommer el 1932, argumenten que l'aparent coincidència entre els noms hitites i els homèrics simplement és casual, i que la fiabilitat de la Ilíada com a font històrica és molt escassa. També és important comparar els detalls de la història de la Ilíada amb els de la literatura mesopotàmica anterior –molt notablement, l'Epopeia de Gilgamesh. Noms, escenes i fins i tot parts principals de la història són notablement similars.

### Parcialment històrica
A la Ilíada, Homer hi descriu una ciutat i el seu entorn, presumiblement a l'edat del bronze. Aquesta ciutat era prop del Mont Ida, al nord-est de Turquia. Aquesta ciutat va existir, de fet, al promontori de Hissarlik. Homer descriu nombrosos aspectes geogràfics que coincideixen amb les ruïnes descobertes per Schliemann, de manera que l'escenari descrit per Homer és un escenari real, tot i que aquest no prova en si mateix que hi hagués una guerra entre aqueus i troians, tal com es descriu a la Ilíada. De la mateixa manera, a les tauletes de Lineal B hi apareixen alguns noms homèrics, incloent-hi Hèctor i Tros. Aquests noms dels poemes homèrics presumiblement rememoren, si no necessàriament persones específiques, almenys un temps anterior quan els noms de la gent no eren els mateixos de quan l'èpica d'Homer es va escriure.
No hi ha res inherentment improbable sobre una gran batalla o fins i tot una guerra sobre la ciutat de Troia. Aquesta àrea ha estat extremadament valuosa i fortament disputada en ser a la boca dels Dardanels. Istanbul, la ciutat a l'altre extrem dels estrets que connecten el mar Egeu i el mar Negre, ha estat el lloc de moltes confrontacions per la mateixa raó. Tanmateix, no hi ha una gran quantitat d'evidències positives als diferents estrats de Troia, al turó de Hissarlik, d'una destrucció per guerra. Els nivells cronològicament apropiats, Troia VIh i Troia VII-a, semblen haver estat destruïts per incendis, el primer més probablement a causa d'un terratrèmol o d'un desastre natural, però és difícil identificar el que va destruir a l'últim. És possible que Troia VIIa fos destruïda en batalla, però no és segur.
La Carta de Manapa-Tarhunda menciona lluites a Wilusa, presumiblement Troia. Els hititòlegs dedueixen del document que Wilusa va ser presa per un contingent de tropes dirigides per Pijamaradu, amb el suport dels aqueus, i que els hitites van haver d'intervenir a la lluita. Pel context del document, es creu que aquestes lluites poden datar de voltants de l'any 1300 aC, i per això és difícil fer-lo correspondre amb una destrucció particular d'un nivell particular dels estrats de Troia.

#### Elements micènics a la Ilíada
Al marge de la possible historicitat de la guerra de Troia, s'han debatut les arrels micèniques de la Ilíada. Entre els autors que neguen gairebé totalment l'existència d'elements del món micènics a la Ilíada hi ha Finley, que defensa que la societat descrita per Homer és la que correspon als segles de l'edat fosca. Altres autors com Morris i De Wees apunten fins i tot que aquesta societat podria ser d'una època posterior, del segle VIII o del VII aC. Aquests especialistes, a més de contrastar les realitats conegudes a través de mitjans arqueològics del món micènic amb la Ilíada, es basen en arguments filològics.
Tanmateix, altres investigadors, com Page i Durante han assenyalat que existeixen elements d'arrels micèniques. Entre aquests, hi hauria l'escut com una torre d'Àiax, que té sentit en el context dels escuts representats a l'art de l'edat del bronze, el casc d'ullals de senglar, les gamberes metàl·liques, l'espada de bronza amb claus de plata, l'armadura de bronze i el carro de guerra.
També s'ha dit que alguns personatges apareixen amb una caracterització individualitzadora, com els casos de Príam i Aquil·les, que són els únics que fan servir l'espasa denominada melié i armes de fusta de freixe. A més, els epítetes amb què es caracteritzen molts personatges no s'intercanvien. Aquestes particularitats han portat alguns autors com Page a mantenir que probablement alguns dels personatges del poema són històrics.

#### Evidències hitites
La primera persona en apuntar els textos hitites com a possible font primària va ser l'erudit suís Emil Forrer durant les dècades de 1920 i 1930. Discutint un grup ètnic anomenat Ahhiyawa en aquests textos, Forrer va centrar l'atenció en els topònims de Wilusa i Taruisa, que va argumentar que eren les maneres hitites d'escriure (W)ilios (Ilios) i Troia (Troia). També va remarcar la menció d'un rei de Wilusa, Alaksandu, que va concloure un tractat amb el rei hitita Muwatalli; el nom del rei s'assembla a Alexandros/Alexandre, el nom alternatiu de Paris, fill del rei Príam. Forrer va oferir altres identificacions com Príam amb Piyama-Radu, i Etèocles, rei d'Orcomen, amb Tawagalawa. Tanmateix, tot i els seus arguments, molts investigadors han considerat la identificació de Wilusa-(W)ilios/Troia-Taruisa de Forrer com a improbable o com a mínim indemostrable, ja que fins fa poc els textos hitites coneguts no donaven cap indicació clara de la localització del regne de Wilusa més enllà d'en algun lloc de l'Anatòlia Occidental.:394ff.
L'opinió general dels investigadors va canviar amb el descobriment d'un text unit a la Carta de Manapa-Tarhunda, que situava Wilusa més enllà del riu Seha prop de Lazpa. Els erudits moderns identifiquen el Seha amb el riu Caicus clàssic, que és l'actual Bakır Çay, mentre que Lazpa és l'illa de Lesbos, més familiar. Segons observa Trevor Bryce, "això ha d'enfortir consierablement la possibilitat que els dos estaven estretament relacionats, si no eren el mateix.":395
Tot i les proves, els textos hitites que han sobreviscut no donen un relat independent del a guerra de Troia. La carta de Manapa-Tarhunda és sobre un membre de la família hitita governant, Piyama-Radu, que va prendre el control del regne de Wilusa, amb única oposició seriosa de l'autor de la carta, Manapa-Tarhunda. El rei Muwatalli dels hitites era l'oponent d'aquest rei de Troia, i el resultat de la campanya de Muwatalli no està inclòs en els textos que han sobreviscut.:245–247 Els Ahhiyawa, generalment identificat amb els grecs aqueus,:59–63 es mencionen a la carta de Tawagalawa com a veïns del regne de Wilusa, que va servir de refugi del problemàtic contestatari Piyama-Radu.:321–324 La Carta de Tawagalawa també menciona que els hitites i els Ahhiyawa van lluitar una guerra a Wilusa.

#### Proves geològiques
El novembre de 2001, els geòlegs John C. Kraft de la Universitat de Delaware i John V. Luce de Trinity College (Dublín) van presentar els resultats d'investigacions sobre la geologia de la regió que van començar el 1977. Els geòlegs van comparar la geologia actual amb els paisatges i característiques de la costa descrites a la Ilíada i altres fonts clàssiques, notablement la Geographia d'Estrabó. La seva conclusió va ser que hi ha una consistència regular entre la localització de Troia com a Hisarlik (i altres llocs com el campament grec), les proves geològiques i les descripcions de la topografia i els relats de les batalles de la Ilíada.